# Victoria (Oriental Mindoro)
Victoria é um município de  segunda classe de renda municipal (d) na província Oriental Mindoro, nas Filipinas. De acordo com o censo de 1 de maio  de  2020 possui uma população de 52 175 pessoas e 12 250 domicílios.